# دوريس فوكس
دوريس فوكس (بالإنجليزية: Doris Fuchs)‏ هي لاعبة جمباز فني أمريكية، ولدت في 11 يونيو 1938.

## وصلات خارجية
- دوريس فوكس على موقع أوليمبيديا (الإنجليزية)